# ترمبانوف
ترمبانوف (به لاتین: Trębanów) یک روستا در لهستان است که در Gmina Ćmielów واقع شده‌است.

## خصوصیات
ترمبانوف ۸۰ نفر جمعیت دارد.